# Orbitalna perioda
Orbitálna perióda, tírna dôba, perióda tírnice ali tudi obhódna dôba je obhodni čas, ki ga potrebuje planet ali kakšno drugo telo, da pri svojem gibanju opravi pot enega polnega krožnega tira (tirnice, orbite, krožnice).
Poznamo več vrst orbitalnih period za planete in druga nebesna telesa, ki krožijo okoli Sonca:
- Siderska perioda je čas, ki ga telo potrebuje za polni krožni tir, glede na zvezde. To je prava orbitalna perioda telesa. (Glej tudi sidersko leto.)
- Sinodska perioda je čas, ki ga telo potrebuje za polni krožni tir, glede na Sonce, oziroma čas, ki ga izmeri opazovalec na Zemlji. To je čas med dvema zaporednima konjunkcijama S Soncem in je navidezna orbitalna perioda telesa. Sinodska perioda se razlikuje od siderske zaradi kroženja Zemlje okoli Sonca. (Glej tudi sinodski mesec.)
- Drakonska perioda je čas med dvema prehodoma telesa v njegov dvižni vozel, točko njegove tirnice, kjer prečka ekliptiko z južne v severno poloblo. Razlikuje se od siderske periode, ker njegova vozelna črta praviloma počasi precesira ali recesira. (Glej tudi drakonski mesec.)
- Anomalistična perioda je čas med dvema prehodoma telesa v njegovo apsidno točko, po navadi prisončje, točko najbližje Soncu. Razlikuje se od siderske periode ker njegova glavna polos počasi precesira ali recesira. (Glej tudi anomalistični mesec.)
- Tropska perioda je čas med dvema prehodoma telesa, ko je njegova rektascenzija α enaka nič. Je za malenkost krajša od siderske, ker pomladna točka γ precesira. (Glej tudi tropski mesec.)